# Franco Bellocq
Franco Bellocq (General Lavalle, 15 ottobre 1993) è un calciatore argentino, centrocampista svincolato.

## Caratteristiche tecniche
È un centrocampista difensivo molto abile nel recuperare palloni e con una discreta visione di gioco.

## Carriera
Ha giocato nella prima divisione argentina ed in quella greca.